# Oryzomyini
Die Oryzomyini sind Nagetiere aus der Familie der Wühler (Cricetidae), die in Süd- und Mittelamerika sowie im südlichen Nordamerika vorkommen. Die Gruppe hat den Rang einer Tribus und ist die diverseste Gruppe in der Unterfamilie Sigmodontinae. Das Verbreitungsgebiet reicht von Feuerland im Süden bis in die südliche und östliche USA und umfasst auch die Galapagosinseln und Trinidad.

## Merkmale
Zu den typischen Merkmalen der Oryzomyini gehören, 12 Brustwirbel, weniger als 36 Schwanzwirbel, das Fehlen eines Hämalbogens am ersten Schwanzwirbel, ein langer Gaumen mit ausgeprägten posterolateralen Grübchen und das Fehlen der Gallenblase. Die meisten Arten der Oryzomyini haben ein weiches Fell, Ausnahmen sind die Stachelreisratten (Neacomys) und Amerikanische Stachelmäuse (Scolomys), die ein stacheliges Fell haben. Die Krallen an den Vorderpfoten sind normalerweise kurz und ungekielt. Nur die Lund-Wasserratte (Lundomys molitor) besitzt lange, unten gekielten Krallen. Die Anzahl der Zitzen liegt in den meisten Fällen bei acht, die Zitzen befinden sich auf der Brust, auf dem Bauch und in der Leistenregion. Die Weibchen der Handleyomys-Arten, der Zwergreisratten (Oligoryzomys) und der Amerikanischen Stachelmäuse haben jedoch nur sechs Zitzen. Ihnen fehlt das Zitzenpaar auf der Brust. Der Schwanz ist mit Epidermisschuppen bedeckt und nur spärlich behaart (Ausnahme sind die Galápagos-Reisratten (Nesoryzomys)) und hat meist auch kein Haarbüschel am Schwanzende. Zweifarb-Reisratten (Oecomys) und Reiswasserratten (Tanyuromys) können jedoch ein mehr oder weniger gut entwickeltes Haarbüschel am Schwanzende besitzen.

## Lebensraum und Lebensweise
Arten der Oryzomyini kommen in ihrem Lebensraum in fast allen wichtigen Biotopen vor. Darunter sind Wälder, Savannen, Sümpfe, Buschland und Halbwüsten. Sie kommen von Meeresspiegelhöhe bis in Höhen über 4000 Meter in den Anden oberhalb der Baumgrenze vor. In vielen dieser Lebensräume sind sie die artenreichsten und häufigsten kleinen Säugetiere. Die meisten Arten der Oryzomyini leben auf dem Erdboden, es gibt jedoch auch baumbewohnende Arten, z. B. die Zweifarb-Reisratten (Oecomys), unsemiaquatisch lebende und mehr oder weniger stark an Gewässer gebundene Arten, z. B. die Sumpfratten (Holochilus), die Lund-Wasserratte (Lundomys molitor) und die Neotropischen Wasserratten (Nectomys). Viele Arten der Oryzomyini sind Wirt und Reservoir zahlreicher Krankheiten verursachender Viren, Organismen und Parasiten, dazu gehören Hantaviren, Arenaviren, Trypanosomen und Pärchenegel (Schistosoma).

## Gattungen

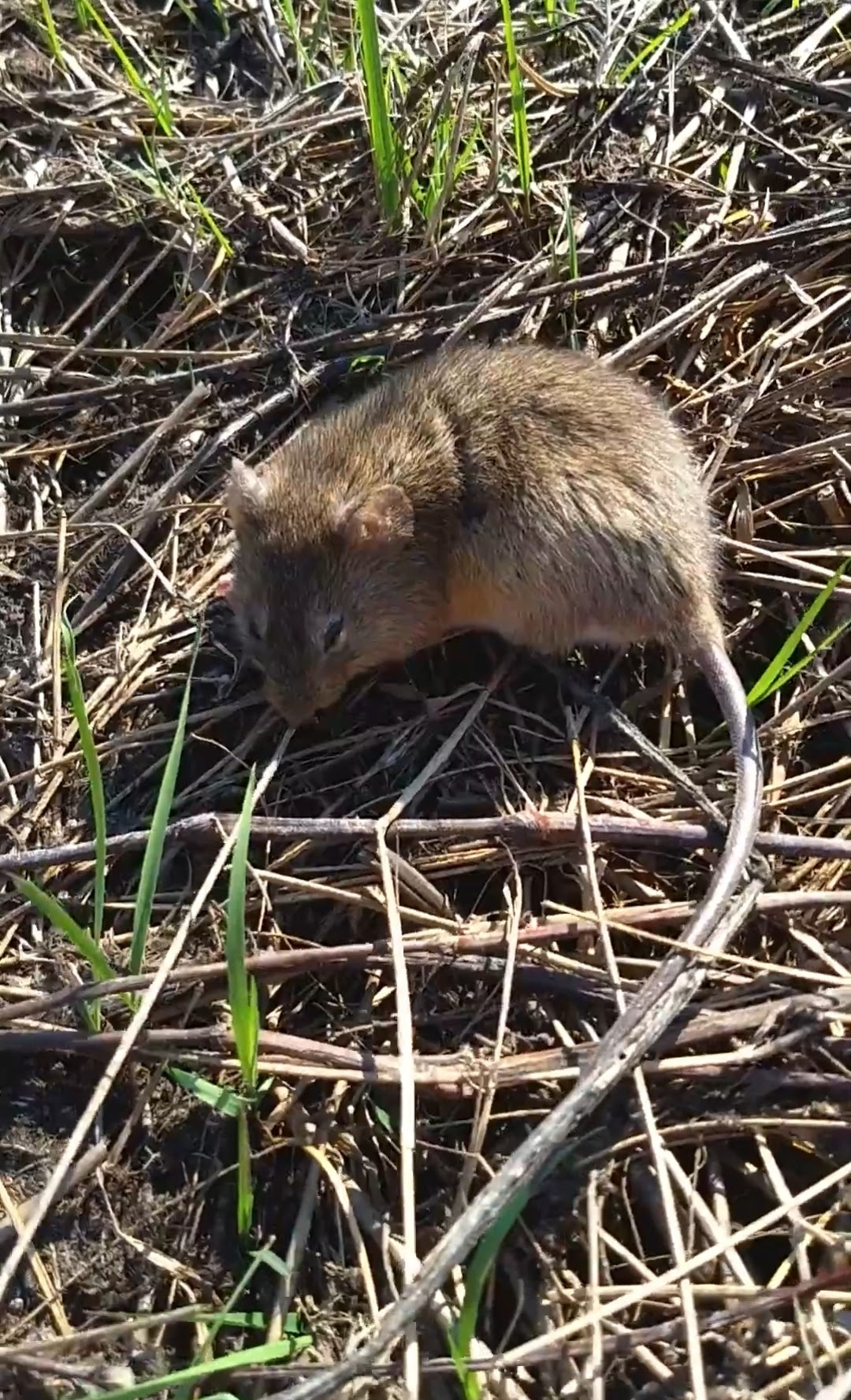
Chaco-Sumpfratte (Holochilus chacarius)

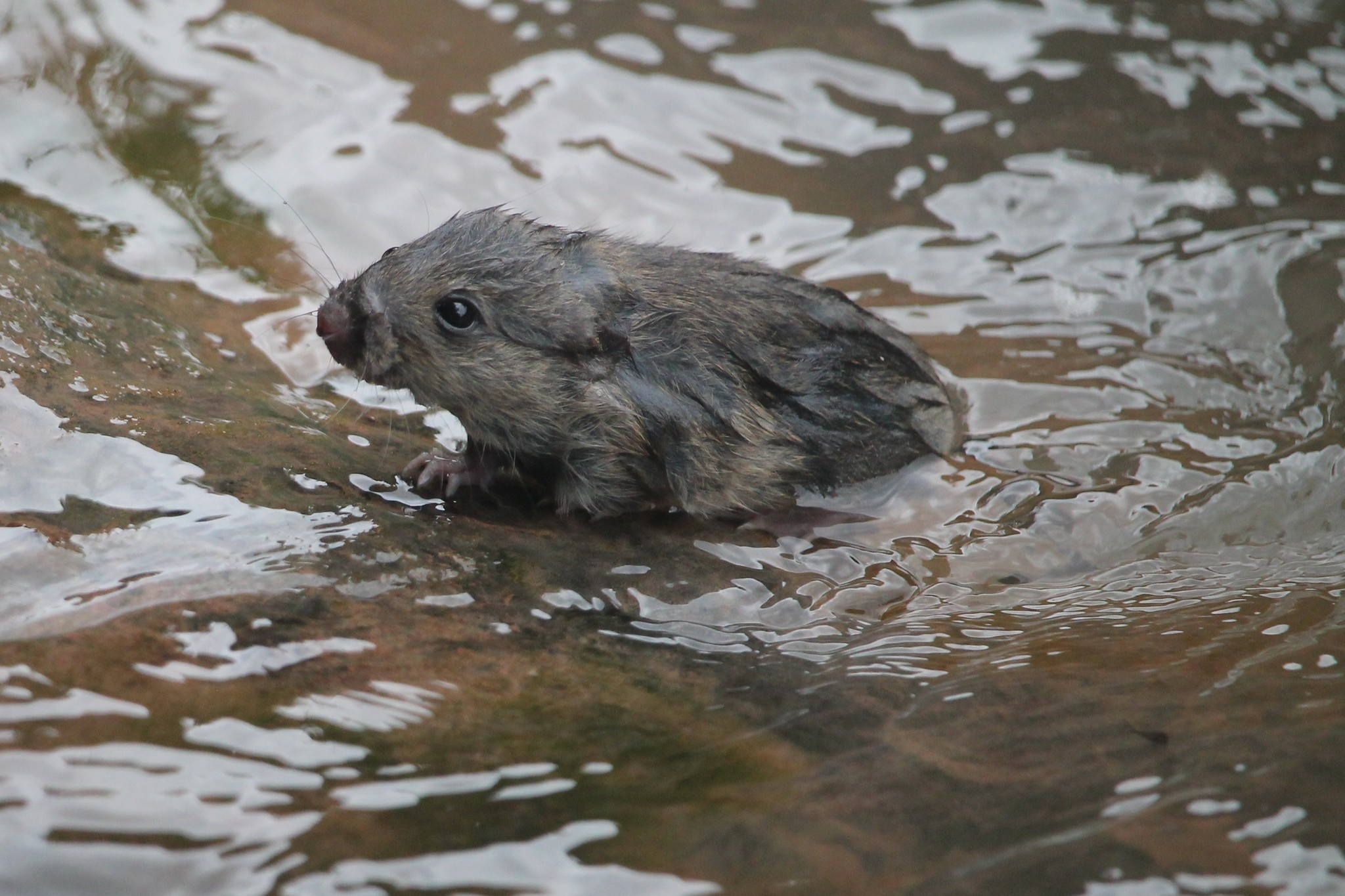
Westamazonas-Wasseratte (Nectomys apicalis)

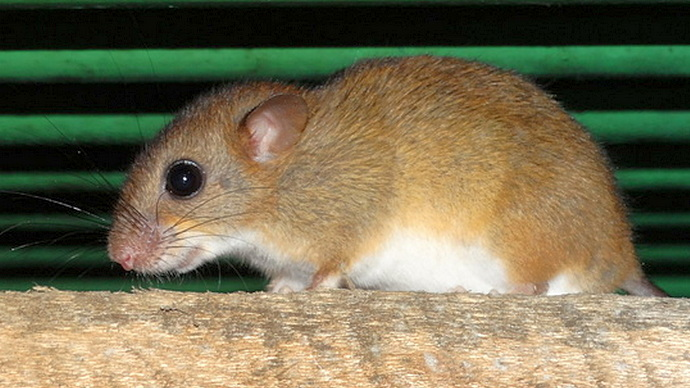
Weißbauch-Baumreisratte (Oecomys bicolor)

Zum Tribus Oryzomyini gehören 35 Gattungen:
- Aegialomys, 4 Arten[2]
- Agathaeromys †, 2 Arten
- Ucayali-Wasserratte (Amphinectomys savamis)
- Cerradomäuse (Cerradomys), 8 Arten[2]
- Cordimus †, 3 Arten
- Serra-do-Mar-Reisratte (Drymoreomys albimaculatus)[3]
- Marañón-Reisratten (Eremoryzomys), 2 Arten[2]
- Euryoryzomys, 6 Arten[2]
- Handleyomys, 9 Arten
- Hylaeamys, 7 Arten[2]
- Sumpfratten (Holochilus), 6 Arten
- Lund-Wasserratte (Lundomys molitor)
- Karibische Riesenreisratten (Megalomys), 4 † Arten
- Galápagos-Riesenratte (Megaoryzomys curioi) †, Zuordnung zu diesem Tribus unsicher
- Dunkle Reisratten (Melanomys), 6 Arten
- Brasilia-Ratte (Microakodontomys transitorius)
- Kleinstreisratten (Microryzomys), 2 Arten
- Mindomys, 2 Arten (Hammond-Reisratte (Mindomys hammondi)[2] und Mindomys kutuku[4])
- Stachelreisratten oder Borstenmäuse (Neacomys), 10 Arten
- Neotropische Wasserratten (Nectomys), 5 Arten
- Nephelomys, 13 Arten[2]
- Galápagos-Reisratten (Nesoryzomys), 4 Arten (davon mind. 1 †)
- Fernando-de-Noronha-Ratte (Noronhomys vespuccii) †
- Zweifarb-Reisratten oder Baumreisratten (Oecomys), 17 Arten
- Peru-Reisratte (Oreoryzomys balneator)[2]
- Zwergreisratten (Oligoryzomys), 21 Arten
- Sumpfreisratten (Oryzomys), 6 Arten[2]
- Pattonimus, 3 Arten[5]
- Brasilianische Reisratte oder Trugreisratte (Pseudoryzomys simplex)
- Amerikanische Stachelmäuse (Scolomys), 2 Arten
- Alfaro-Wasserratte (Sigmodontomys alfari)[6]
- Paraguay-Reisratte (Sooretamys angouya)[2]
- Reiswasserratten (Tanyuromys), 2 Arten[6]
- Transandinomys, 2 Arten[2]
- Zuckermäuse (Zygodontomys), 2 Arten

## Stammesgeschichte

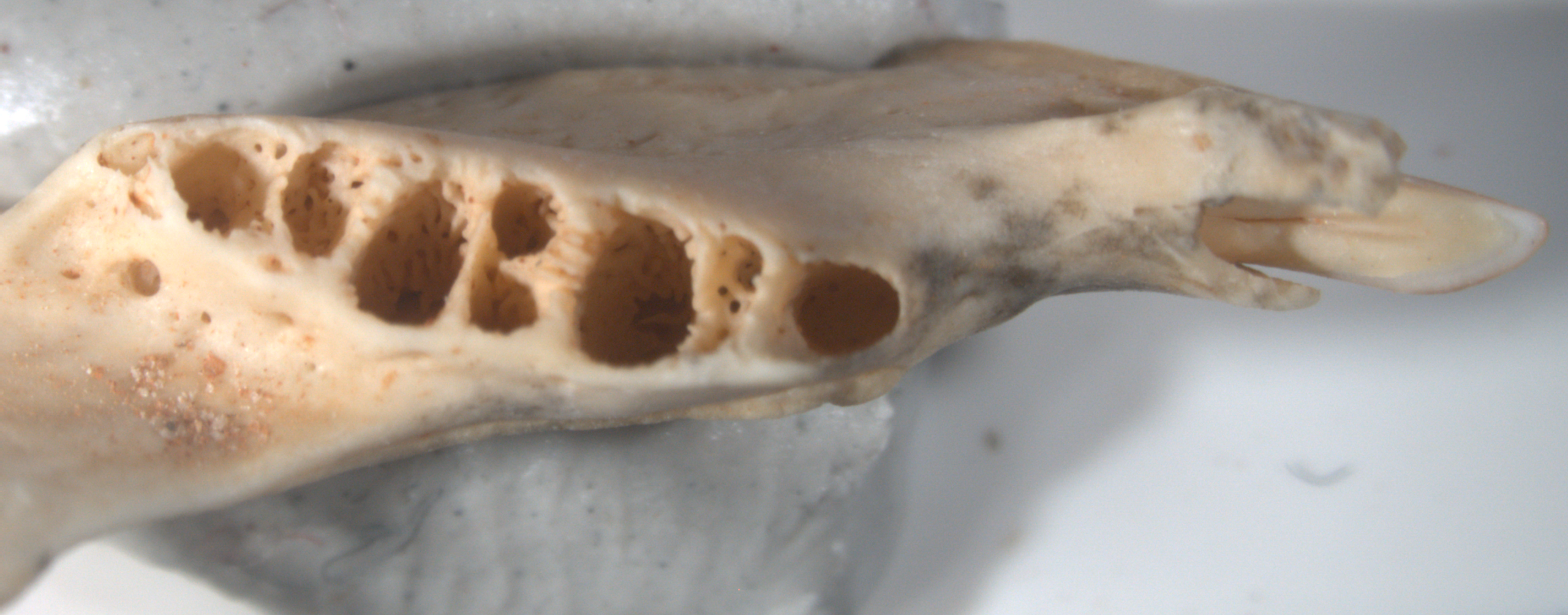
Unterkiefer von Agathaeromys donovani

Neben den heute lebenden Gattungen sind auch einige heute ausgestorbene Gattungen beschrieben worden: Agathaeromys, Carletonomys, Dushimys, Noronhomys, Pardinamys, Pennatomys und Reigomys. In Südamerika fand man Fossilien von Gattungen der Oryzomyini in früh- bis mittelpleistozänen Ablagerungen in Bolivien und Argentinien, in Nordamerika in mittel- bis spätpleistozänen Ablagerungen in Florida, Georgia, Kansas und Texas. Auch auf allen größeren Karibikinseln sowie auf Fernando de Noronha sind Fossilien der Gruppe aus dem Pleistozän gefunden worden. Einige der Insel-Taxa sind erst in historischer Zeit ausgestorben, darunter die Karibischen Riesenreisratten (Megalomys).

## Belege
1. 1 2 3  
James L. Patton, Ulyses F. J. Pardiñas, Guillermo D’Elía (Hrsg.): Mammals of South America, Volume 2 Rodents. University of Chicago Press, 2015, ISBN 978-0-226-16960-6, S. 291–292.
2. 1 2 3 4 5 6 7 8 9 10 11  
Marcelo Weksler, Alexandre Reis Percequillo, Robert S. Voss: Ten new genera of oryzomyine rodents (Cricetidae: Sigmodontinae). In: American Museum Novitates. Nr. 3537, 2006, ISSN 0003-0082, S. 1–29, (online)
3. ↑  
A. R. Percequillo, M. Weksler, L. P. Costa: A new genus and species of rodent from the Brazilian Atlantic Forest (Rodentia: Cricetidae: Sigmodontinae: Oryzomyini), with comments on oryzomyine biogeography. In: Zoological Journal of the Linnean Society. Band 161, Nr. 2, 2011, S. 357–390. doi:10.1111/j.1096-3642.2010.00643.x.
4. ↑  
Jorge Brito, Claudia Koch, Nicolás Tinoco, Ulyses F. J. Pardiñas: A new species of Mindomys (Rodentia, Cricetidae) with remarks on external traits as indicators of arboreality in sigmodontine rodents. In: Evolutionary Systematics. Band 6, 2022, S. 35–55, doi:10.3897/evolsyst.6.76879
5. ↑  
J. Brito, C. Koch, A. R. Percequillo, N. Tinoco, M. Weksler, C. M. Pinto, U. F. J. Pardiñas: A new genus of oryzomyine rodents (Cricetidae, Sigmodontinae) with three new species from montane cloud forests, western Andean cordillera of Colombia and Ecuador. In: PeerJ. Band 8, 2020, S. e10247, doi:10.7717/peerj.10247
6. 1 2  
Ronald H. Pine, Robert M. Timm, Marcelo Weksler: A newly recognized clade of trans-Andean Oryzomyini (Rodentia: Cricetidae), with description of a new genus. In: Journal of Mammalogy. Band 93, Nr. 3, 2012, S. 851–870.